# Skånemässan
Skånemässan är en varumässa, vilken arrangerades i Malmö första gången 1919 med uppgift att underlätta avsättningen av svenska varor till återförsäljare inom landet och för export. Mässans förste kommissarie var bergsingenjören Johan Jakobsson.
Skånemässan återkom årligen och var från 1922 i huvudsak centraliserad till dåvarande Malmö realskola, men flyttade 1964 till de då nybyggda Malmö mässhallar nära Malmö Stadion. Efter att Malmömässan 1994 flyttat till Kockums tidigare varvsområde i Västra Hamnen arrangerades Skånemässan där.  
Efter 90-årsjubileet 2009 ställdes Skånemässan in eftersom mässhallen i Västra Hamnen stängts för att rivas. År 2012 återkom mässan som Nya Skånemässan, nu arrangerad av Sydsvenska Mässor & Events i Malmömässans nya lokaler nära Malmö Arena i Hyllie. Någon ny upplaga är dock inte utannonserad.